# ルルデス・フローレス
ルルデス・セルミラ・ロサリオ・フローレス・ナノ（スペイン語: Lourdes Celmira Rosario Flores Nano、1959年10月7日 - ）は、ペルーの政治家、弁護士。

## 経歴
リマ出身。ペルー・カトリカ大学、IE ビジネススクールを経てマドリード・コンプルテンセ大学卒。
1990年7月28日から1992年4月5日まで議会議員、1992年から11月26日から1995年7月26日まで憲法制定議会議員を務め、1995年7月26日から2000年7月26日まで議会議員を務め、2003年12月18日から2011年12月18日までキリスト教人民党総裁を務めた。